# Our Idiot Brother
Pour plus de détails, voir Fiche technique et Distribution.
Our Idiot Brother ou Notre idiot de frère au Québec est un film américain réalisé par Jesse Peretz, sorti en salles en 2011. À ce jour, il est inédit en salles et en vidéo en France.

## Synopsis
Ned Rochlin est un idéaliste bien intentionné vivant de l'agriculture biodynamique. Un jour, alors qu'il vend ses produits dans un marché local, il est piégé par un policier qui l'arrête pour lui avoir vendu de la marijuana. Libéré de prison après avoir purgé sa peine, il retourne auprès de sa petite amie, Janet, et de son chien, Willie Nelson. Mais cette dernière le quitte et refuse que Ned retourne travailler à la ferme et de prendre le chien. 
Il se retrouve contraint de loger du côté de sa famille, notamment chez ses trois sœurs : Miranda, journaliste de Vanity Fair carriériste prête à tout pour voir son premier grand article publié, Natalie, jeune femme indépendante et bisexuelle, vivant en couple avec Cindy, avocate et Liz, l'aînée, est mariée à Dylan, réalisateur de documentaires, qui ne montre aucun intérêt sexuel et émotionnel envers elle, et mère d'un fils, River, élevé de manière très stricte par ses parents, ce qui le rend malheureux. En faisant irruption dans leurs vies respectives, Ned va également les bouleverser.

## Fiche technique
- Titre : Our Idiot Brother
- Réalisation : Jesse Peretz
- Scénario : Evgenia Peretz et David Schisgall, d'après une histoire de Jesse Peretz, Evgenia Peretz et David Schisgall
- Photographie : Yaron Orbach
- Casting : Jeanne McCarthy
- Direction artistique : Michael Ahern
- Décors : Inbal Weinberg
  - Décors de plateau : Susan Perlman
- Costumes : Christopher Peterson
- Montage : Jacob Craycroft	et Andrew Mondshein
- Musique : Eric D. Johnson et Nathan Larson
- Production : Anthony Bregman, Peter Saraf et Marc Turtletaub
  - Production exécutive : Stefanie Azpiazu, John Hodges, Caroline Jaczko, Jesse Peretz et Aleen Keshishian
- Sociétés de production : The Weinstein Company, Big Beach Films, Likely Story et Yuk Film
- Distribution : The Weinstein Company
- Budget : 5 000 000 $US
- Pays :  États-Unis
- Format : Couleur – 35mm et cinéma numérique — Son SDDS, Datasat et Dolby Digital
- Langue : anglais
- Durée : 90 minutes
- Genre : Comédie dramatique
- Dates de sortie :
  - États-Unis :  22 janvier 2011 (avant-première au Festival de Sundance)[2], 26 août 2011

## Distribution
- Paul Rudd (VF : Sébastien Hébrant ; VQ : Patrice Dubois) : Nedrick "Ned" Rochlin
- Elizabeth Banks (VF : Marcha Van Boven ; VQ : Viviane Pacal) : Miranda Rochlin
- Zooey Deschanel (VF : Hélène Van Dyck ; VQ : Catherine Proulx-Lemay) : Natalie "Nat" Rochlin
- Emily Mortimer (VF : Séverine Cayron ; VQ : Isabelle Leyrolles) : Liz Rochlin Anderson
- Adam Scott (VFB : Grégory Praet ; VQ : Jean-François Beaupré) : Jeremy Horne
- Kathryn Hahn (VF : Claire Tefnin ; VQ : Éveline Gélinas) : Janet Ziebell
- Steve Coogan (VF : Philippe Résimont ; VQ : Benoit Rousseau) : Dylan Anderson
- Hugh Dancy (VQ : Martin Watier) : Christian Smith
- Rashida Jones (VF : Karin Clercq ; VQ : Pascale Montreuil) : Cindy Harris
- T. J. Miller (VF : Pierre Bodson ; VQ : Alexis Lefebvre) : Billy Orwin
- Matthew Mindler (VF : Nicolas Lo Presti) : River Anderson
- Shirley Knight (VF : Francine Laffineuse ; VQ : Élizabeth Lesieur) : Ilene Rochlin
- Janet Montgomery (VF : Sophie Frison) : Lady Arabella Galloway
- Lydia Haug : Tatiana
- Sterling K. Brown (VF : Laurent Van Wetter) : Parole Officer Omar Coleman
- Bob Stephenson : Officer Washburn
- Katie Aselton : Amy, la maitresse de la chienne Dolly Parton

Source et légende : version française (VF) selon le carton du doublage sur Netflix.
 Source et légende : version québécoise (VQ) sur Doublage.qc.ca

## Réception

### Box-office
- Mondial : 25 861 249 $[4]
  - dont  États-Unis : 24 816 118 $[5]

Our Idiot Brother débute à la cinquième place du box-office américain et arrive à se maintenir dans les vingt premières places les trois semaines suivantes et 24,5 million de dollars de recettes pour un budget estimé à cinq millions de dollars. À noter qu'il s'agit du premier succès public pour le réalisateur Jesse Peretz.